# 10059 McCullough
10059 McCullough eller 1988 FS2 är en asteroid i huvudbältet som upptäcktes den 21 mars 1988 av Rozhen-observatoriet. den är uppkallad efter Brian McCullough.
Asteroiden har en diameter på ungefär 4 kilometer och den tillhör asteroidgruppen Nysa.